# Believe (album de Disturbed)
Pour les articles homonymes, voir Believe.
Albums de Disturbed
The Sickness
(2000) Music as a Weapon II
(2004)
Believe est le 2e album de Disturbed sorti en septembre 2002. L'album existe également en DVD bonus.

## Liste des pistes
| No  | Titre         | Durée |
| --- | ------------- | ----- |
| 1.  | Prayer        | 3:41  |
| 2.  | Liberate (en) | 3:29  |
| 3.  | Awaken        | 4:29  |
| 4.  | Believe       | 4:27  |
| 5.  | Remember      | 4:11  |
| 6.  | Intoxication  | 3:14  |
| 7.  | Rise          | 3:57  |
| 8.  | Mistress      | 3:46  |
| 9.  | Breathe       | 4:21  |
| 10. | Bound         | 3:53  |
| 11. | Devour        | 3:52  |
| 12. | Darkness      | 3:56  |

## Certifications
| Pays                    | Certification | Unités certifiées |
| ----------------------- | ------------- | ----------------- |
| Australie (ARIA)        | Platine       | 70 000            |
| Canada (Music Canada)   | Platine       | 100 000           |
| États-Unis (RIAA)       | 2 × Platine   | 2 000 000         |
| Nouvelle-Zélande (RMNZ) | Or            | 7 500             |
| Royaume-Uni (BPI)       | Or            | 100 000           |